# Sarah Hackett Stevenson

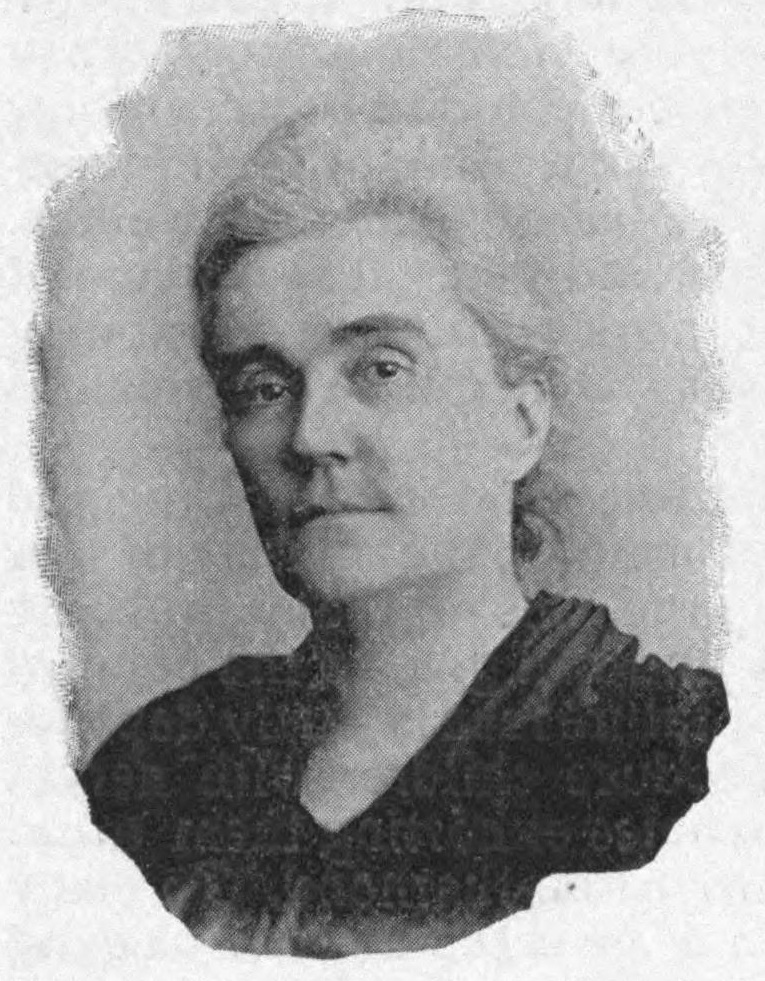
Sarah Hackett Stevenson, 1893

Sarah Ann Hackett Stevenson (* 2. Februar 1841 in Buffalo Grove, Ogle County, Illinois; † 14. August 1909 in Chicago, Vereinigte Staaten) war eine amerikanische Ärztin und Hochschullehrerin. Sie war Professorin für Physiologie und Histologie und 1876 das erste weibliche Mitglied der American Medical Association (AMA).

## Leben und Werk
Stevenson war eines von sieben Kindern und die jüngere von zwei Töchtern von Sarah T. Hackett und John D. Stevenson. Sie besuchte das Mount Carroll Seminary (heute Shimer College) und das Staat Normal College, in Bloomington (Illinois) (heute Illinois State University), das sie 1863 mit Auszeichnung abschloss. Sie unterrichtete vier Jahre an öffentlichen Schulen in Bloomington, Mount Morris und in Sterling (Illinois), wo sie auch als Schulleiterin tätig war.
Später zog sie nach Chicago, um Anatomie und Physiologie am Woman’s Hospital Medical College in Chicago zu studieren, wo sie 1874 mit höchster Auszeichnung abschloss. Während dieser Zeit verbrachte sie auch ein Jahr in England und studierte an der South Kensington Science School in London bei Thomas Henry Huxley. Während ihres Aufenthalts in England lebte sie bei Emily Faithfull, die sie später in Chicago besuchte, und wurde 1874 vom Gouverneur von Illinois, John Lourie Beveridge, zur Delegierten der Sanitätskonferenz in Wien ernannt.
Stevenson war von 1875 bis 1880 Professorin für Physiologie und Histologie und von 1880 bis 1894 Professorin für Geburtshilfe am Woman’s Hospital Medical College, das 1891 zur Woman’s Medical School der Northwestern University wurde. Sie unterhielt eine Privatpraxis in Chicago und war eine beratende Ärztin des Provident Hospital und des Mary Thompson Hospital. Zusammen mit Lucy Flower und anderen gründete sie 1880 die Illinois Training School for Nurses.
Stevenson erlitt 1903 eine Gehirnblutung und zog sich aus der aktiven Praxis zurück. 1906 wurde sie mit einem Empfang geehrt, an dem 1.500 Personen teilnahmen. Sie verbrachte die letzten drei Jahre ihres Lebens im St. Elizabeth’s Hospital in Chicago und starb mit 68 Jahren.
Sie war das erste weibliche Mitglied der American Medical Association (AMA), die erste Frau, die in das State Board of Health berufen wurde, und die erste Frau, die Mitarbeiterin im Cook County Hospital war.
Anlässlich des 150. Jahrestages der Gründung der Woman’s Medical School der Northwestern University (ehemals Woman’s Hospital Medical College) in Chicago wurde 2020 eine Ausstellung organisiert, die eine kurze Geschichte der Schule darstellt und sich auf das Leben von vier mit der Schule verbundenen Ärztinnen: Alice Hamilton, Marie J. Mergler, Emma Ann Reynolds und Sarah Hackett Stevenson konzentriert.

## Veröffentlichungen (Auswahl)
- 1875: Boys and Girls in Biology
- 1875: Biology For Young Beginners. Popular Science Monthly, Volume 6[4]
- 1880: The Physiology of Women
- 1888: Wife and Mother: Or, Information for Every Woman
- 1893: Chicago Women. In:  Mary Kavanaugh Oldham Eagle: The Congress of Women: Held in the Woman’s Building, World’s Columbian Exposition, Chicago, U. S. A., 1893. Chicago, Ill: Monarch Book Company, 1894. S. 708–712[5].